# 191911 Nilerodgers
191911 Nilerodgers è un asteroide della fascia principale. Scoperto nel 2005, presenta un'orbita caratterizzata da un semiasse maggiore pari a 3,2007008 au e da un'eccentricità di 0,1074834, inclinata di 13,23185° rispetto all'eclittica.
L'asteroide è dedicato al musicista statunitense Nile Rodgers.